# Les Charmettes
Les Charmettes sont une propriété composée de jardins et d'une maison, situés en France dans le vallon des Charmettes sur les hauteurs de la commune de Chambéry, dans le département de la Savoie en région Auvergne-Rhône-Alpes.
Le philosophe Jean-Jacques Rousseau y séjourna de 1736 à 1742, la maison, devenue musée, est classée aux monuments historiques depuis 1905 et labellisée Maisons des Illustres.

« J'engageai Maman à vivre à la campagne. Une maison isolée au penchant d'un vallon fut notre asile, et c'est là que dans l'espace de quatre ou cinq ans j'ai joui d'un siècle de vie et d'un bonheur pur et plein... »

— Extrait des Rêveries du promeneur solitaire de Jean-Jacques Rousseau.
La maison des Charmettes fait l'objet d'un classement au titre des monuments historiques depuis le 10 mars 1905.

## Description

### La maison
C’est aux Charmettes, au cœur de la campagne, sur les hauteurs de Chambéry, que le jeune Jean-Jacques Rousseau vit auprès de Madame de Warens, entre 1736 et 1742.
Pendant cette période, la beauté du lieu, la compagnie d’une femme aimante et des plaisirs simples tels que les promenades, la lecture ou la musique, suffisent à son bonheur. C’est la douceur de cette vie que Rousseau décrit dans les livres V et VI des Confessions et dans les dernières lignes des Rêveries du promeneur solitaire.
Dans cet « asile un peu sauvage et retiré », Jean-Jacques Rousseau découvre l’amour auprès de celle qu’il appelle « maman » et devient l’homme sensible qu’ont admiré les romantiques. Autodidacte, c’est aux Charmettes qu’il se crée un « magasin d’idées » qui sera le socle de sa pensée d’écrivain et de philosophe.
La maison est aujourd'hui musée et peut se visiter. On y voit toujours le salon donnant sur le jardin au premier niveau accessible par la terrasse, la chapelle en haut des escaliers menant au premier étage, sa chambre avec son lit en alcôve, et celle de Mme de Warens donnant sur la vue vers Chambéry.

### Le jardin

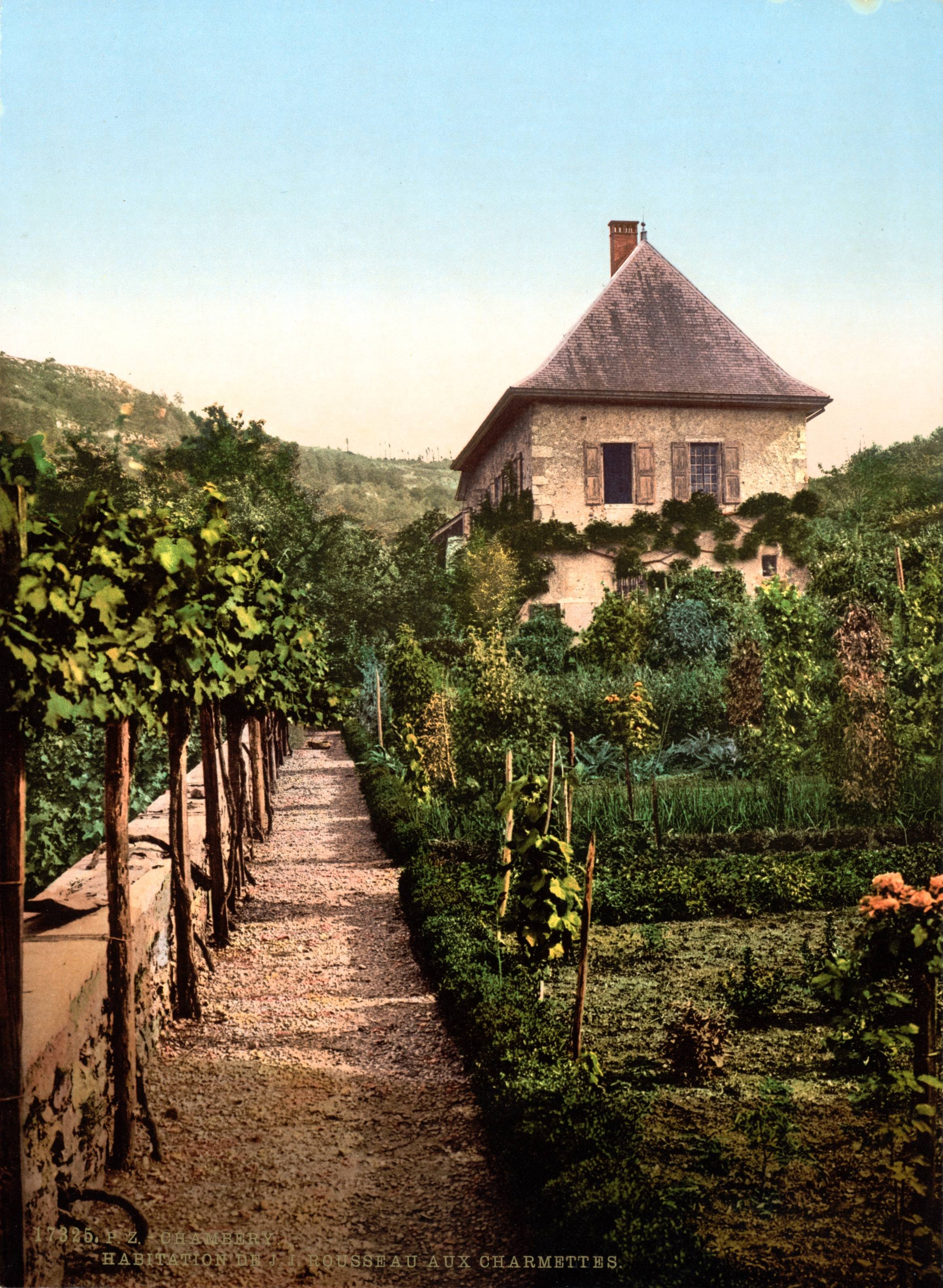
Les Charmettes à la fin du XIXe siècle.

Le jardin est accolé à la maison. Il s'agit d'un jardin à la française d'inspiration XVIIIe siècle. Cet espace vert est composé de quatre carrés de plantes. Y sont disposées des plantes médicinales, des plantes condimentaires, des plantes potagères et des plantes fruitières. Au total, le jardin comprend environ quatre-vingts espèces de plantes oubliées ou connues. En contrebas du jardin, on y trouve un verger composé, quant à lui, de vieilles variétés de cerisiers, de pommiers et de poiriers. Enfin, au-dessus de la demeure, on trouve un coteau de 100 m2 d'anciennes vignes savoyardes.

## Rousseau aux Charmettes
En 1735, Rousseau, souffrant, se met en quête d'un logis moins insalubre que la maison de Monsieur de Saint-Laurent. Que s'y ajoute un attachement inné pour le contact avec la nature, et toutes les conditions sont remplies pour le choix d'une retraite à la campagne.

« Après avoir cherché, nous nous fixâmes aux Charmettes, une terre de Monsieur de Conzié à la porte de Chambéry, mais retirée et solitaire comme si l'on était à cent lieues. Entre deux coteaux assez élevés est un petit vallon au fond duquel coule une rigole entre des cailloux et des arbres. Le long de ce vallon à mi-côte sont quelques maisons éparses fort agréables pour quiconque aime un asile un peu sauvage et retiré. »

— Les Confessions, livre V

« Ici commence le court bonheur de ma vie, ici viennent les paisibles mais rapides moments qui m'ont donné le droit de dire que j'ai vécu... »

— Les Confessions, livre VI

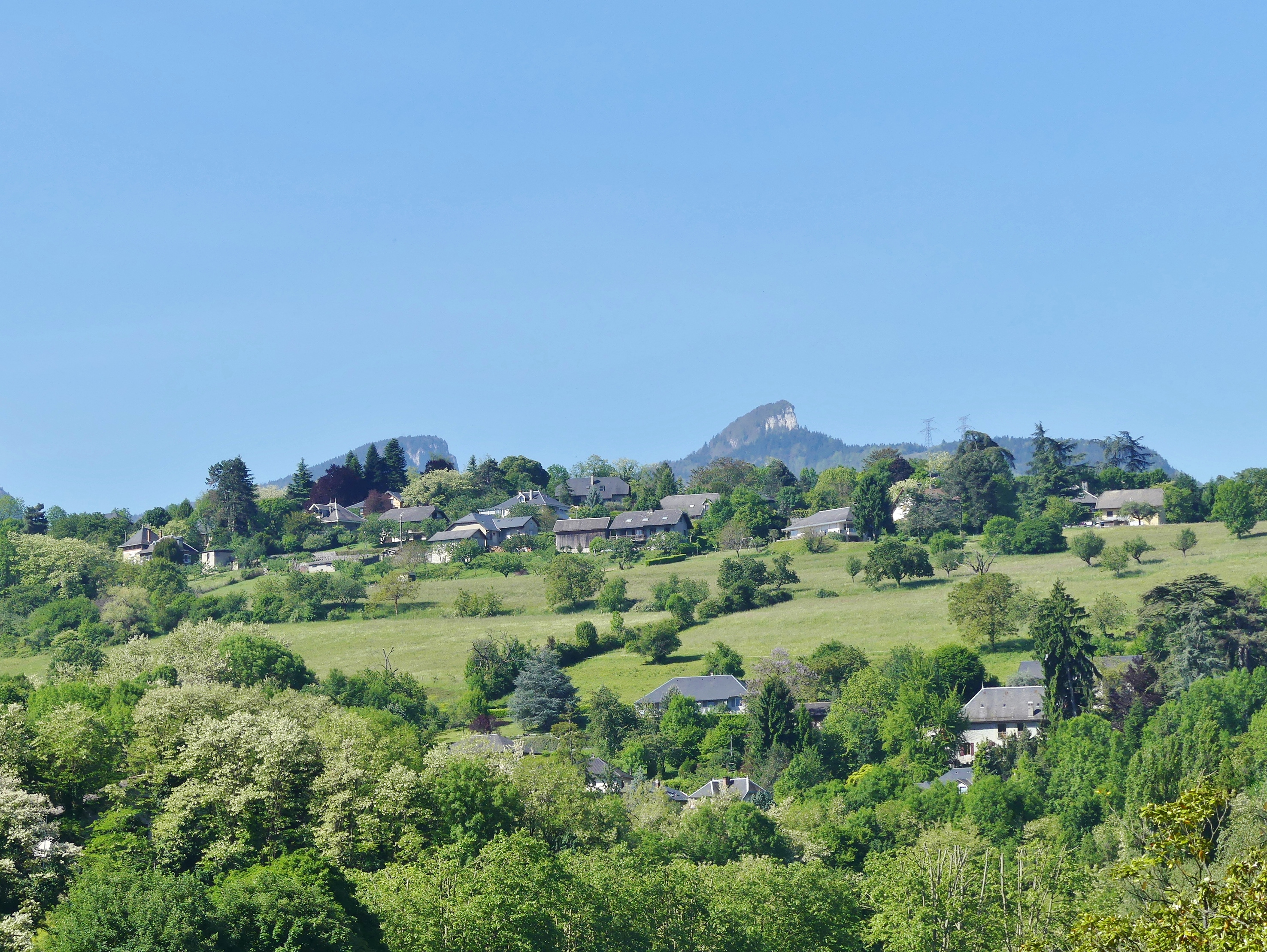
Vallon des Charmettes sur les pentes de la Chartreuse, au sud de Chambéry.

Jean-Jacques Rousseau et Madame de Warens découvrent vraisemblablement la maison de Monsieur Noëray à l'automne 1735. Ils y passeront au moins deux étés ensemble, 1736 et 1737. Deux autres séjours aux Charmettes se dérouleront durant l’hiver 1738-39, et les six premiers mois de l’année 1742. Mais Jean-Jacques est seul. Il étudiera beaucoup pour mûrir sa pensée :

« En lisant chaque auteur, je me fis une loi d'adopter et de suivre les idées de chacun sans y mêler les miennes ni celles d'un autre. Je me dis : commençons par me faire un magasin d'idées, vraies ou fausses, mais nettes, en attendant que ma tête en soit assez fournie pour pouvoir les comparer et choisir.(…) Insensiblement je me sentis isolé et seul dans cette même maison dont auparavant j'étais l'âme, où je vivais pour ainsi dire à double. Je m'accoutumai peu à peu à me séparer de tout ce qui s'y faisait, de ceux mêmes qui l'habitaient, et pour m'épargner de continuels déchirements, je m'enfermais avec mes livres, ou bien j'allais soupirer et pleurer à mon aise au milieu des bois. Je sentis que la présence personnelle et l'éloignement de cœur d'une femme qui m'étaient si chère irritaient ma douleur, et qu'en cessant de la voir je m'en sentirais moins cruellement séparé »

— Les Confessions, livre VI
Pour éloigner Jean-Jacques de Chambéry, Madame de Warens lui dénichera une place de précepteur à Lyon. Puis Rousseau gagnera Paris où il présentera, en 1742, un nouveau système d’annotation musicale, mis au point à Chambéry.

## Les Charmettes après Rousseau: un lieu de pèlerinage
En 1905, l'ancienne résidence d'été de madame de Warens et Jean-Jacques Rousseau, classée au titre des monuments historiques depuis 1905, devient la propriété de la ville de Chambéry, qui en fera un musée sous l'impulsion du sculpteur Mars Valett, qui en deviendra le conservateur.

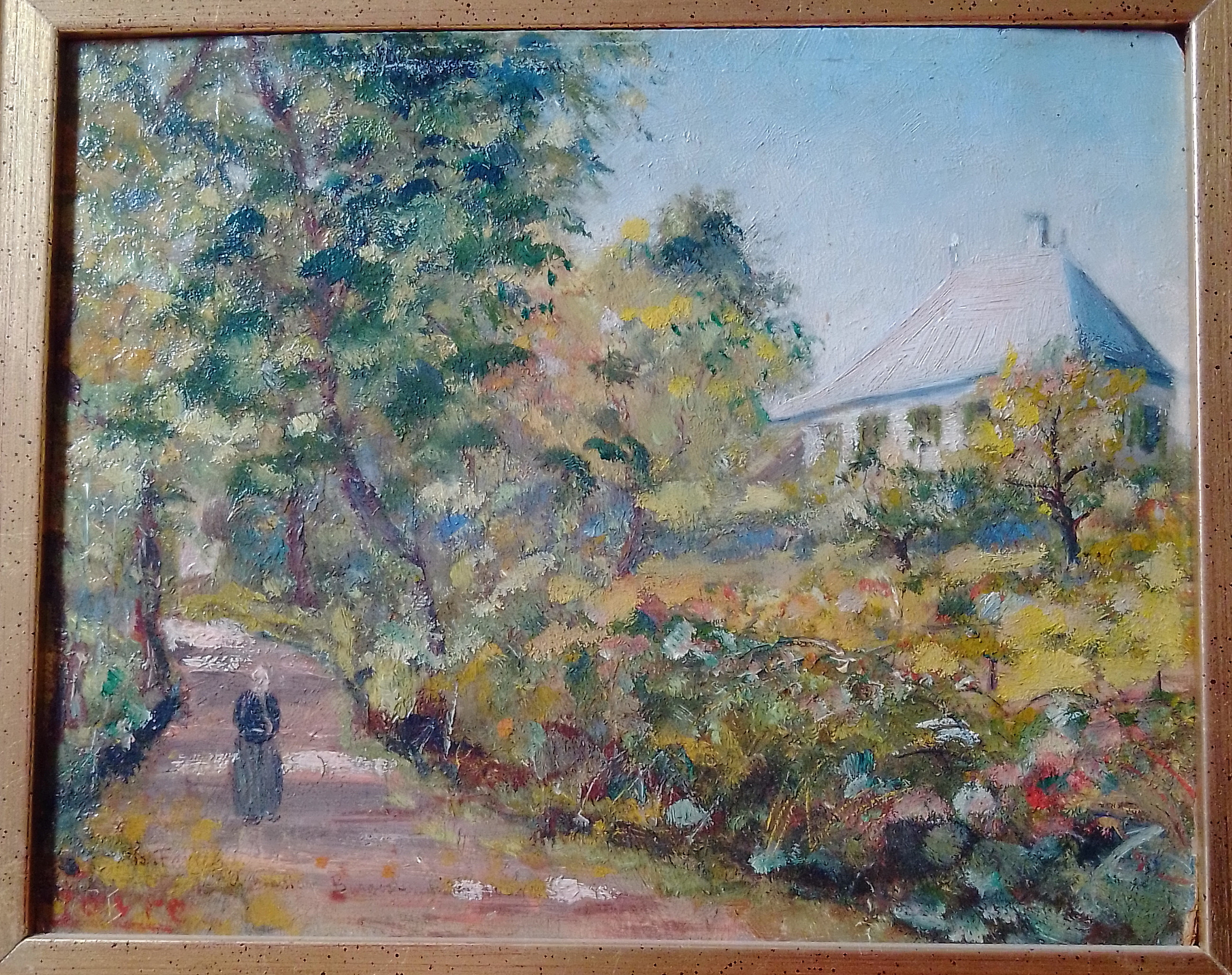
Les Charmettes en 1898.

Ce sculpteur est également l'auteur de la statue du philosophe installée sur la colline de Lémenc, sur l'autre versant de la cluse chambérienne. Cette statue a été financée par les Républicains de Chambéry, en réponse à la statue des frères de Maistre implantée par les Conservateurs de la ville sur la place du Château.
Le vallon, préservé de haute lutte de toute urbanisation, apparaît encore aujourd’hui comme « un morceau de campagne savoyarde sortie tout droit d’une gravure du XVIIIe siècle, avec l’équilibre des prairies, des bois et des champs parsemés de vastes fermes aux toits d’ardoise volumineux » (F. Forray).
La maison a gardé son cachet savoyard (simplicité du plan, toit à quatre pans). Les décors intérieurs ont été corrigés après le départ de Rousseau. Au rez-de-chaussée, on découvre la salle à manger et le salon de musique. À l’étage, les chambres de Madame de Warens et Jean-Jacques ont été reconstituées. Néanmoins, la maison a conservé un charme et une ambiance du XVIIIe siècle. Elle a gardé surtout l'atmosphère du « vrai bonheur » du jeune philosophe. « On dirait qu'en décrivant le lieu,  J.J. Rousseau l'a figé et fixé dans cette immortalité que donne le génie... » (Victor Fournel).
Après la mort de Rousseau et la Révolution, la maison des Charmettes était devenue un lieu de pèlerinage ; Arthur Young et Hérault de Séchelles, Stendhal, George Sand, entre autres, s'y sont succédé ; le Livre d'Or des Charmettes contient les textes et les signatures de nombreuses personnalités littéraires. Les Romantiques ne manqueront pas de se recueillir dans le célèbre Vallon : Alphonse de Lamartine y viendra même deux fois, en 1811 et 1815.

« Combien j’ai passé de matins et de soirs assis au pied des beaux châtaigniers, dans ce petit vallon des Charmettes, où le souvenir de Jean-Jacques Rousseau m’attirait et me retenait par la sympathie de ses impressions, de ses rêveries, de ses malheurs et de son génie ! Ainsi de plusieurs autres écrivains ou grands hommes dont le nom ou les écrits ont fortement retenti en moi. J’ai voulu les étudier, les connaître dans les lieux qui les avaient enfantés ou inspirés ; et presque toujours un coup d’œil intelligent découvre une analogie secrète et profonde entre la patrie et l’homme, entre la scène et l’acteur, entre la nature et le génie qui en fut formé et inspiré. »

— A. de Lamartine – Le Voyage en Orient.
À l'occasion d'un déplacement en Savoie avec Robert Badinter en juin 1987, François Mitterrand a effectué une visite privée aux Charmettes.
Les Charmettes bénéficie du label « Maison des Illustres » depuis 2012, remis par Frédéric Mitterrand à l'occasion du tricentenaire de la naissance de Rousseau.

## Galerie

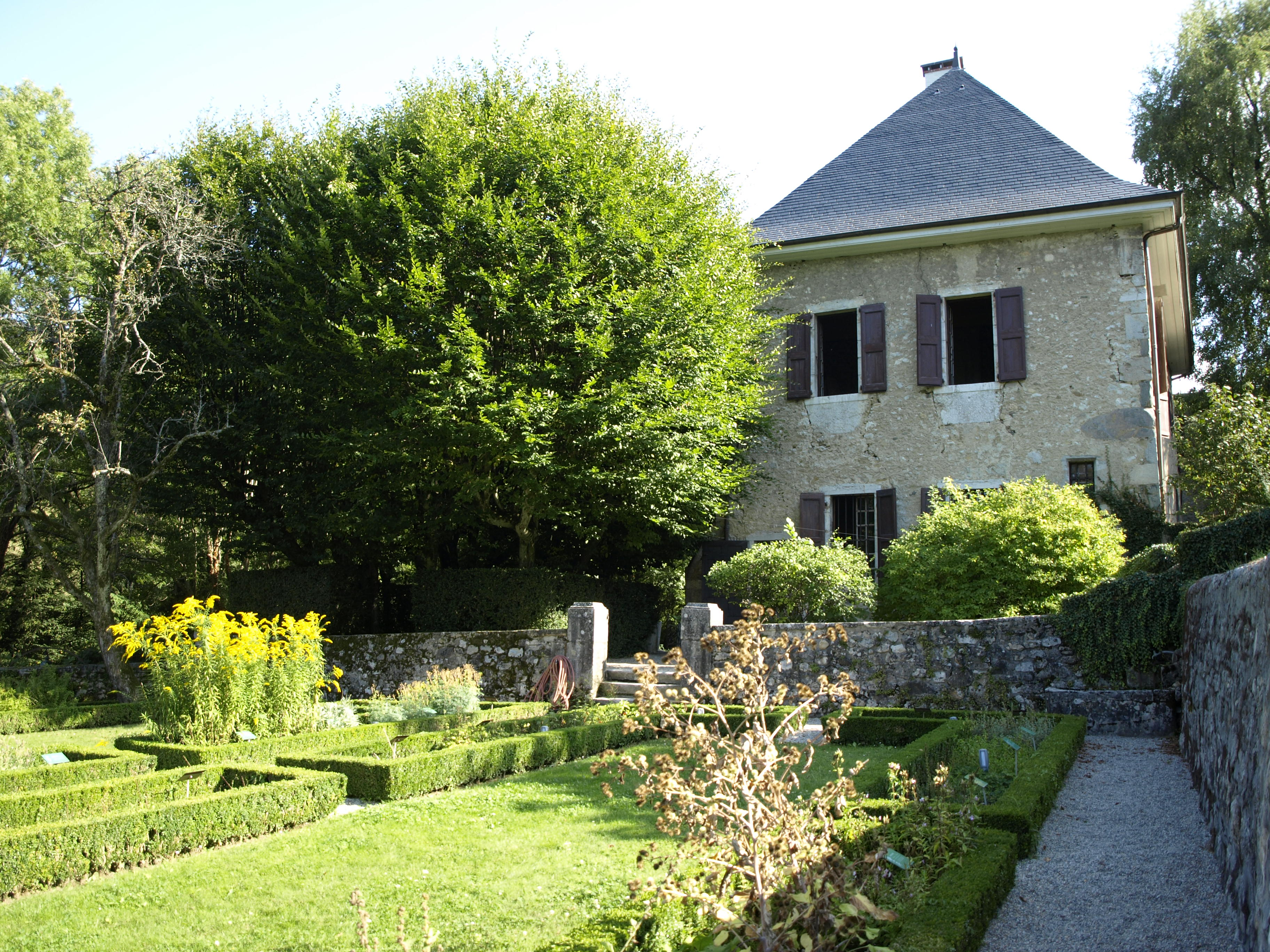
Les Charmettes.
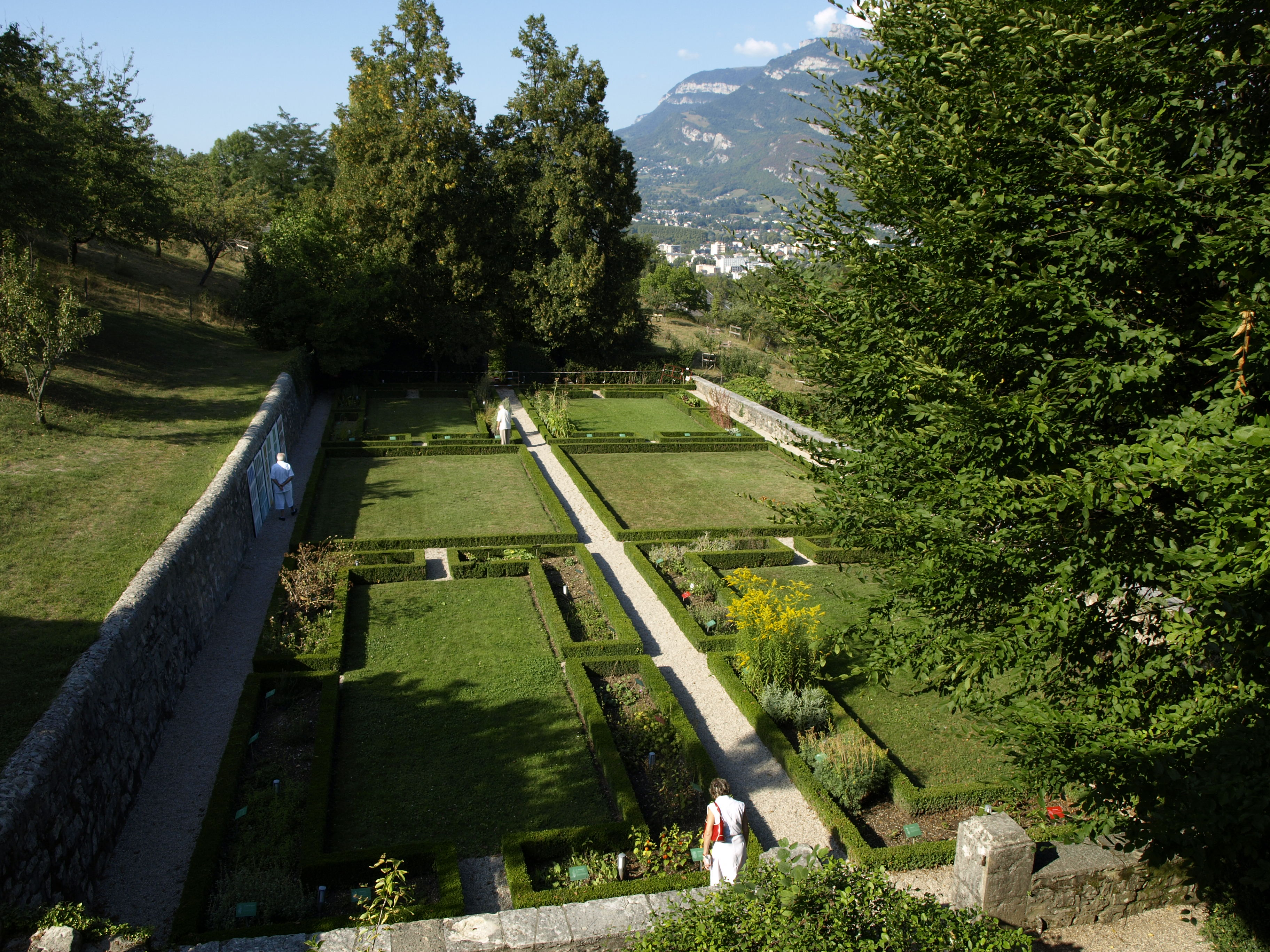
Jardin en terrasse aux Charmettes.
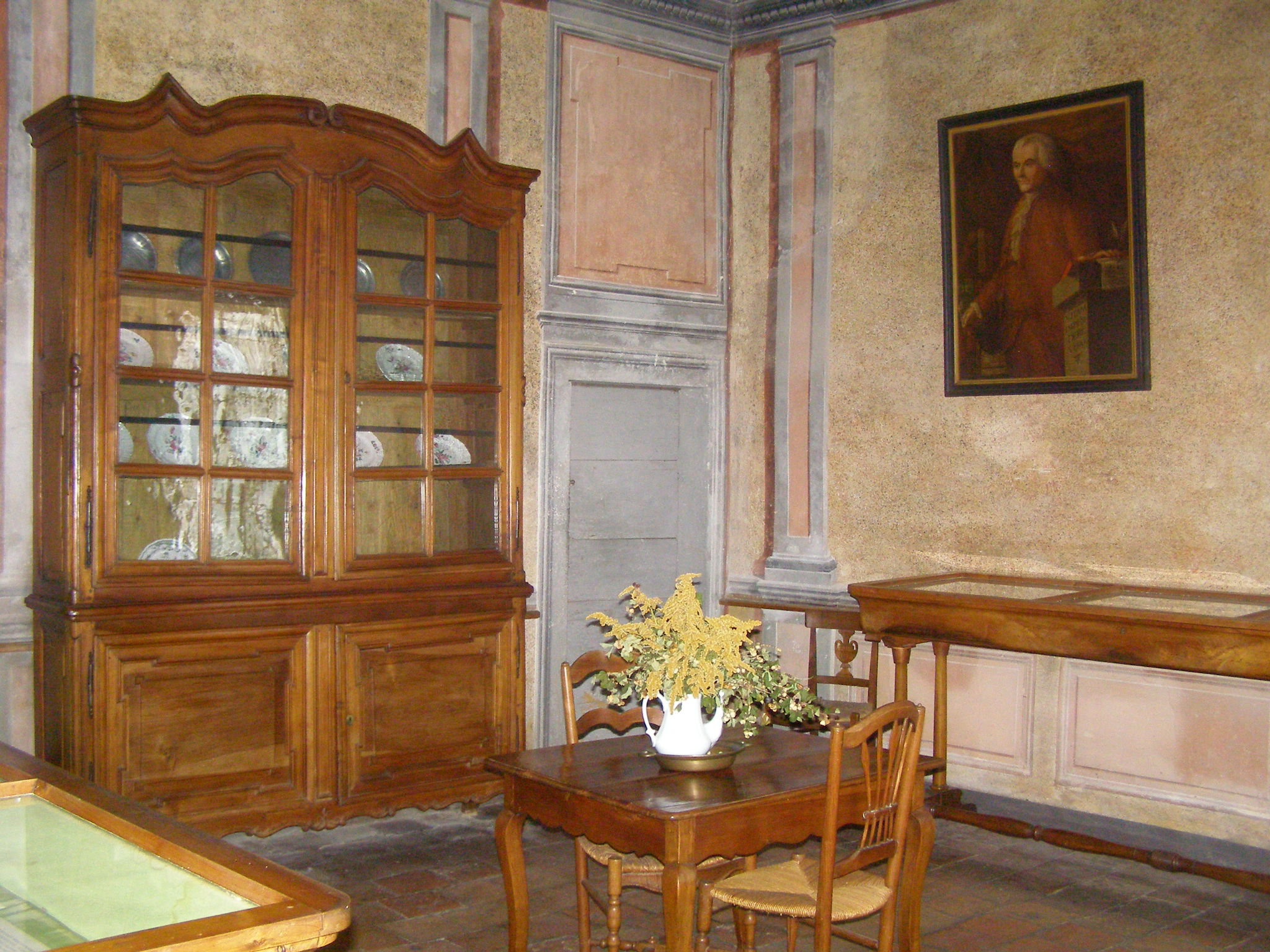
Une pièce du rez-de-chaussée (maison-musée aux Charmettes).
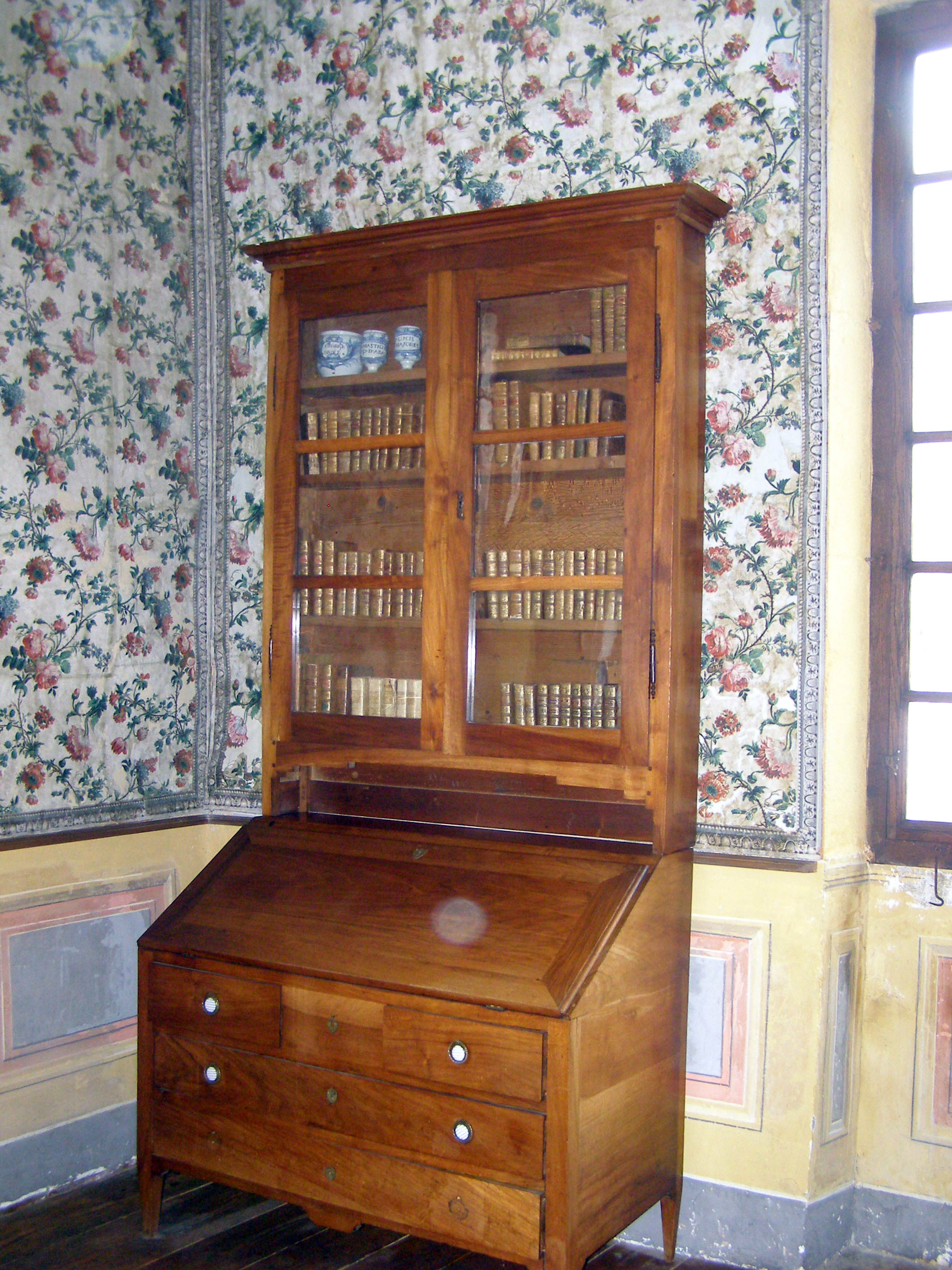
Bibliothèque de Rousseau (maison-musée aux Charmettes)
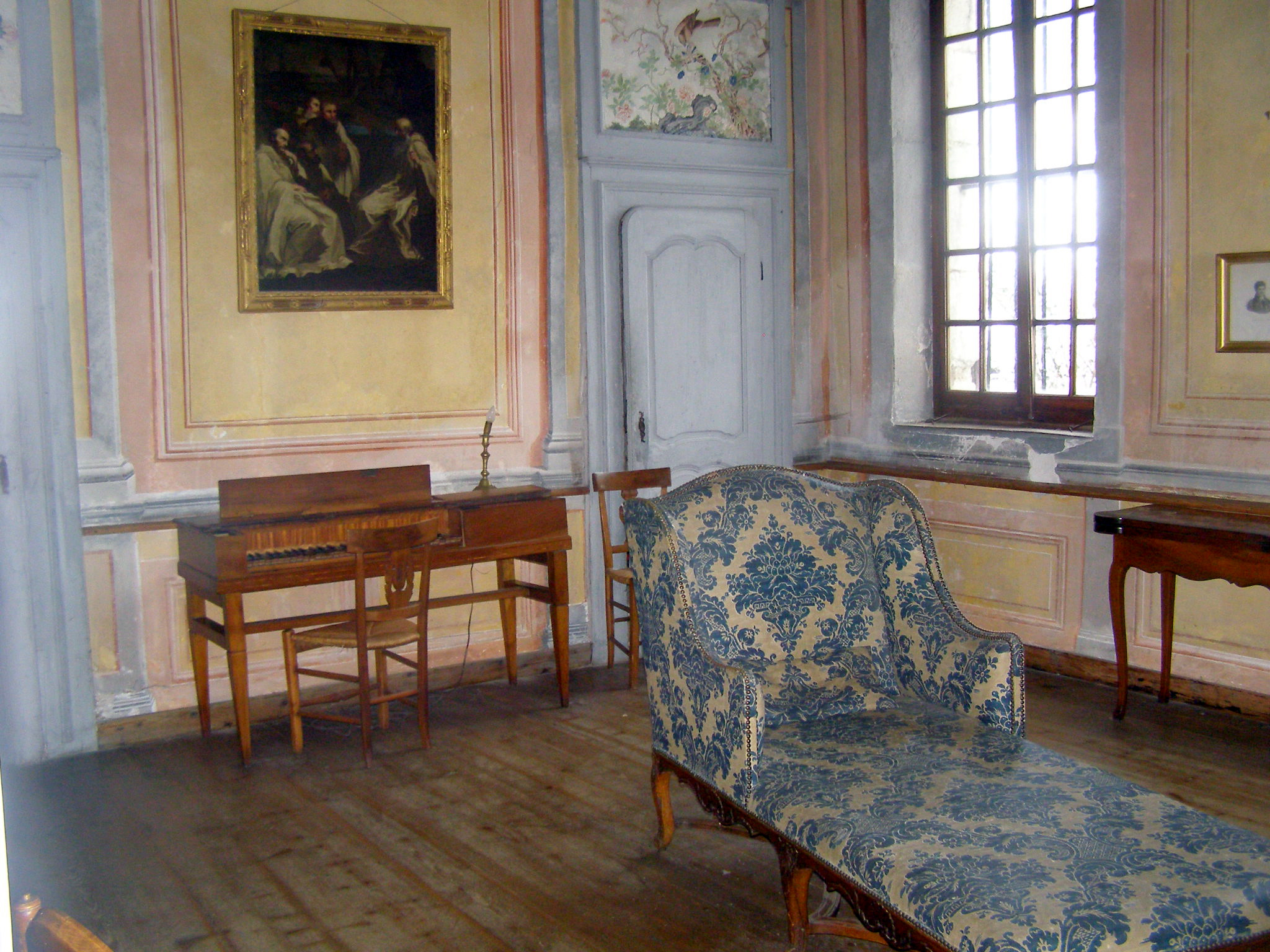
Salon de musique aux Charmettes (maison-musée aux Charmettes) .
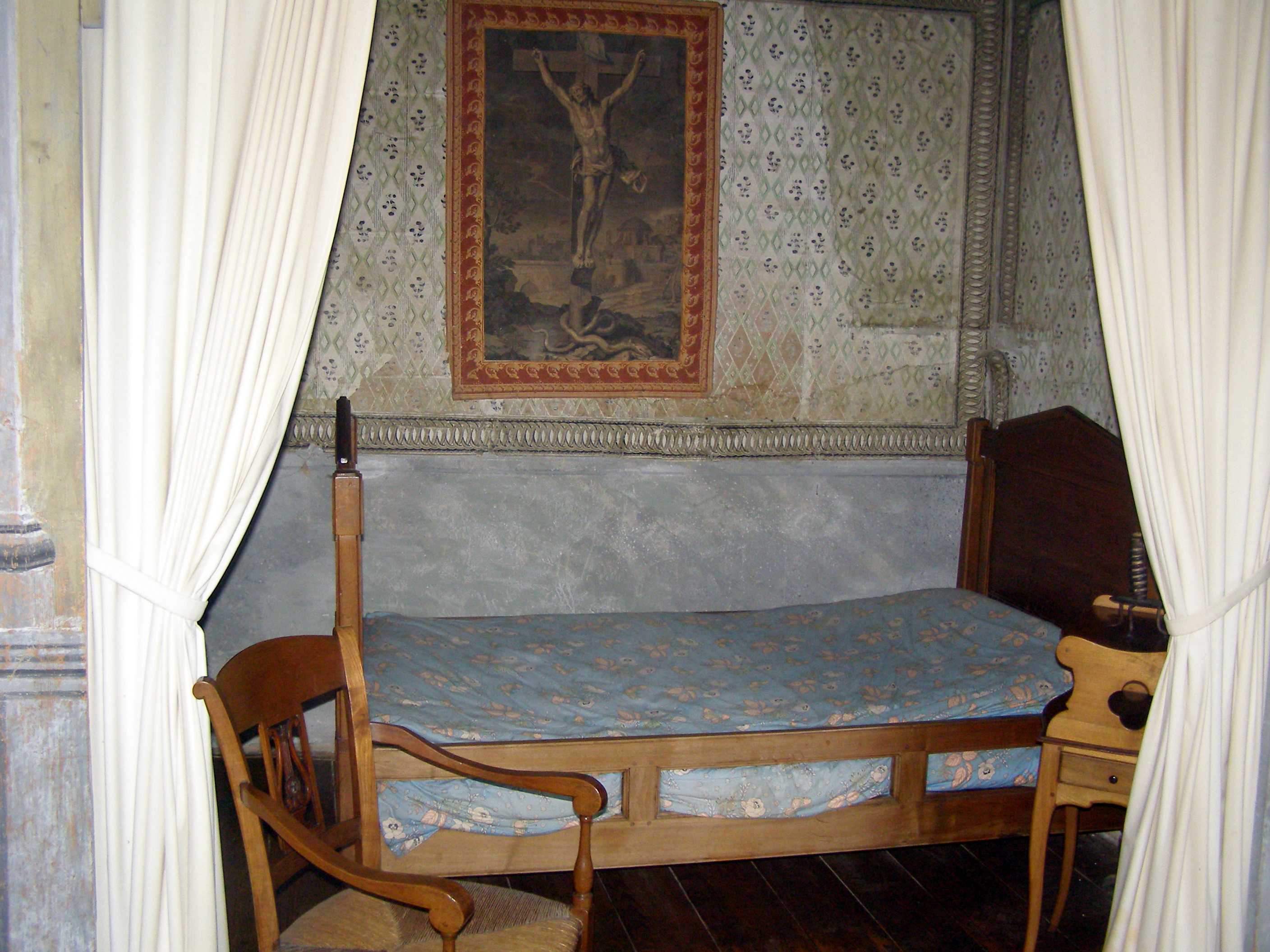
Chambre de Rousseau aux Charmettes (premier étage) .
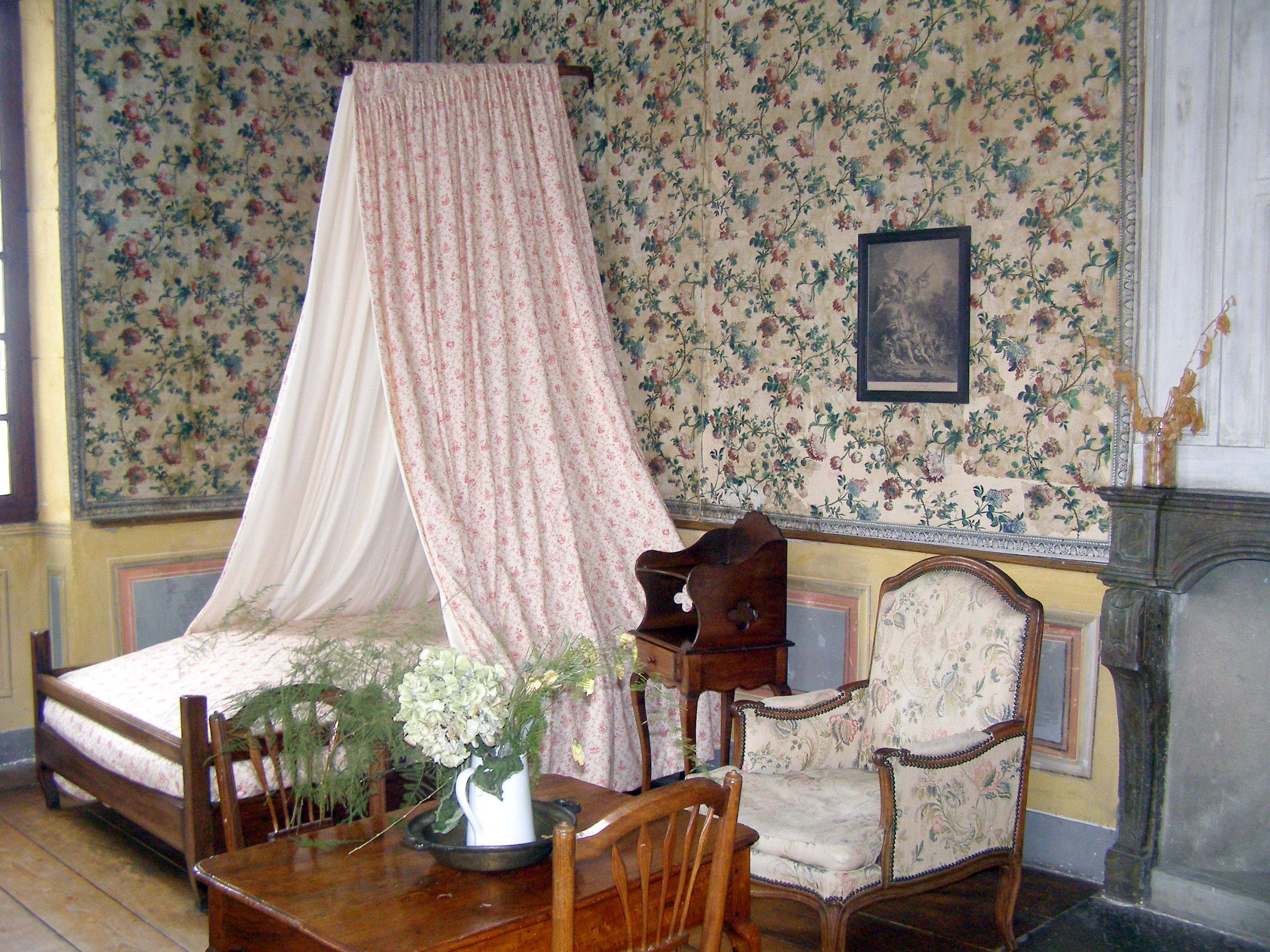
Chambre de Madame de Warens aux Charmettes (premier étage) .